# Poljanci
Poljanci – wieś w Chorwacji, w żupanii brodzko-posawskiej, w gminie Oprisavci. W 2011 roku liczyła 255 mieszkańców.